# Mont Mangengenge
Le mont Mangengenge est une montagne située en république démocratique du Congo, au sud-est de Kinshasa. Il fait partie des monts de Cristal et culmine à 718 mètres d'altitude.

## Toponymie
Le nom Mangengenge vient du lingala kongɛngɛ, qui signifie « briller ». La montagne est en effet visible de loin : ses parois blanches « brillent ».
La montagne s'est tout d'abord appelée mont Mabangu, puis mont Manguele. En l'honneur de l'ascension historique de Carl Anton Mense, la montagne a pris le nom de pic Mense. Elle a gardé ce nom pendant presque un siècle.

## Géographie

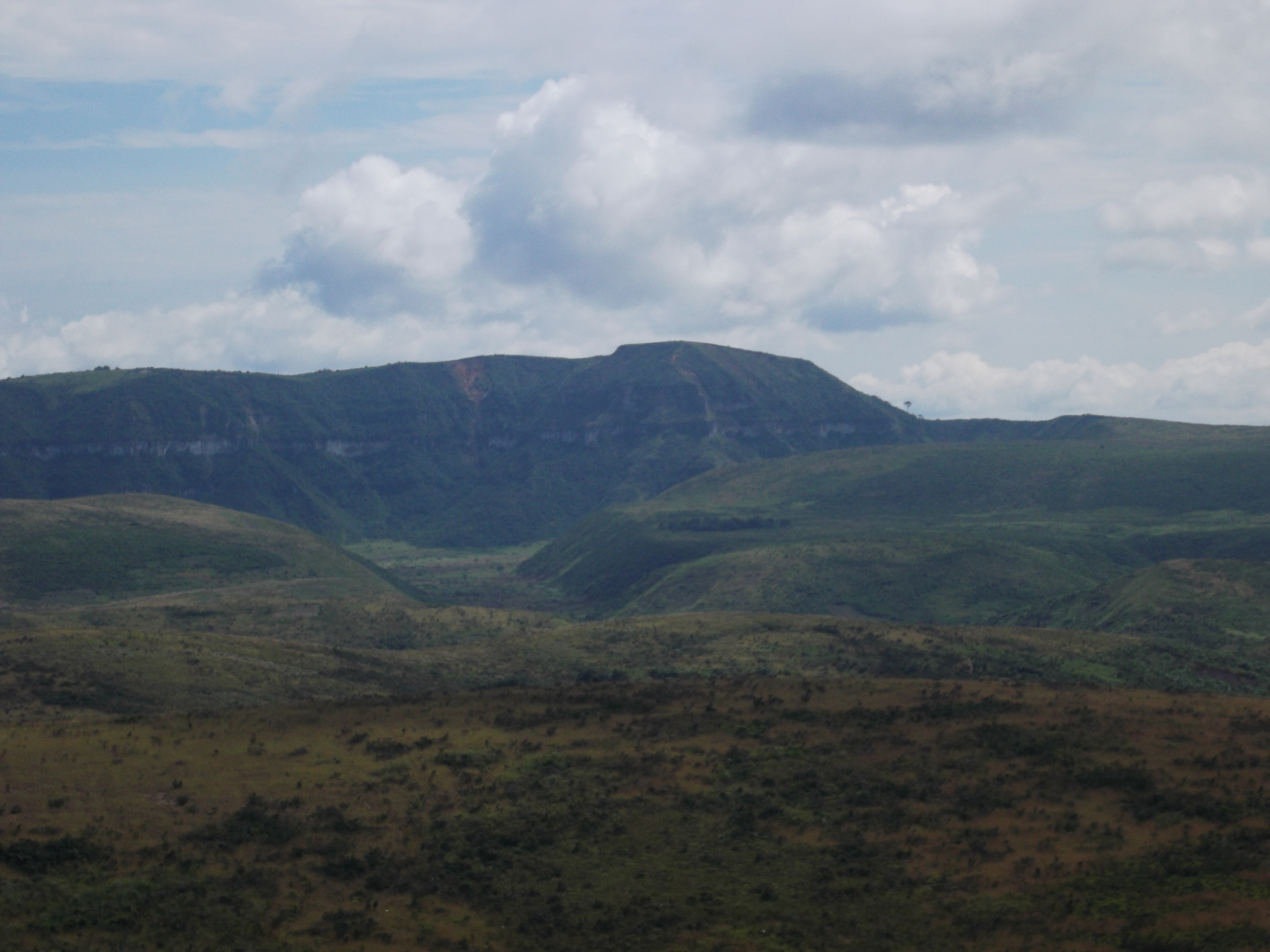
Vue du mont Mangengenge.

Le mont Mangengenge se situe dans la commune de Nsele, à une dizaine de kilomètres au sud de l'aéroport international de Ndjili, dans la région des collines. Il est visible de très loin à partir de la route qui quitte la ville de Kinshasa vers l'est grâce aux importants aplombs de couleur blanche à proximité de son sommet. Surplombant la plaine du Pool Malebo, il atteint une altitude de 718 mètres, ce qui en fait le point culminant de la capitale.

## Histoire
Le médecin allemand Carl Anton Mense (1861-1938) a été le premier Européen, avec son compatriote Hans von Schwerin, à atteindre le sommet, en juin 1885.
C'est l'Évêque de Kinshasa Frédéric Etsou Nzabi Bamungwabi qui prit en 1992 l'initiative de faire de cet endroit un lieu spirituel. Le site a depuis accueilli plusieurs millions de pèlerins, la fréquentation culminant avec les crises qu'a connu la ville, surtout en 1997.

## Ascension

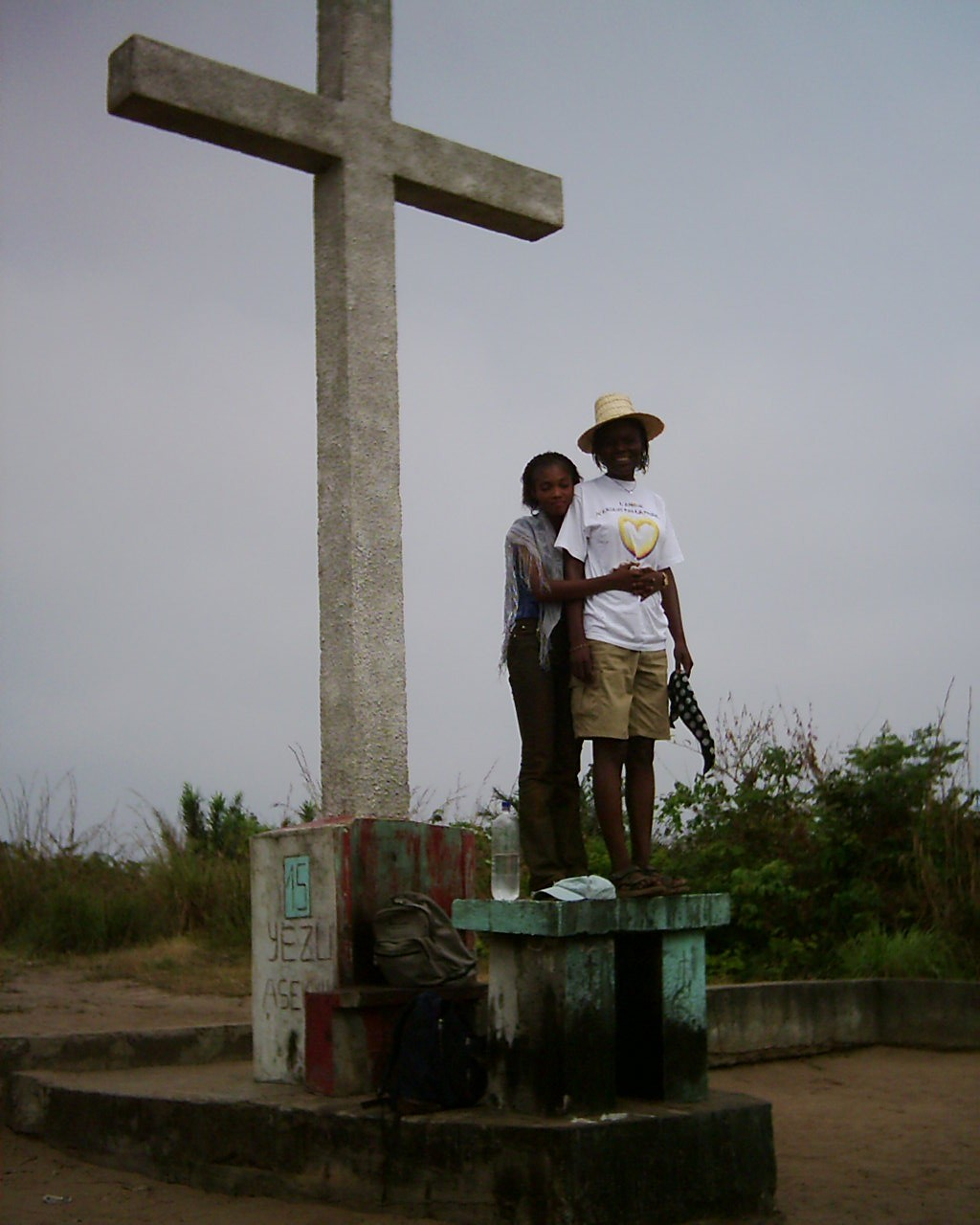
La croix au sommet du mont Mangengenge en 2003.

Le lieu peut être atteint à partir de la localité de la paroisse Sainte Angèle de Mérici, le long d'une piste difficilement carrossable ; l'ascension dure à peu près 45 minutes. Le chemin est jalonné d'un chemin de croix de 14 stations et le sommet est coiffé d'une grande croix chrétienne.
Pour descendre, il est possible soit de prendre le même chemin, soit de passer par le chemin des crêtes, moins pentu et plus verdoyant, mais plus long. Cette descente prend entre deux et trois heures.

## Pèlerinage
À l'instar de Jésus qui a gravi avec sa croix le mont Golgotha, les chrétiens de Kinshasa choisissent de gravir le mont Mangengenge, lieu propice au pèlerinage et à la prière.

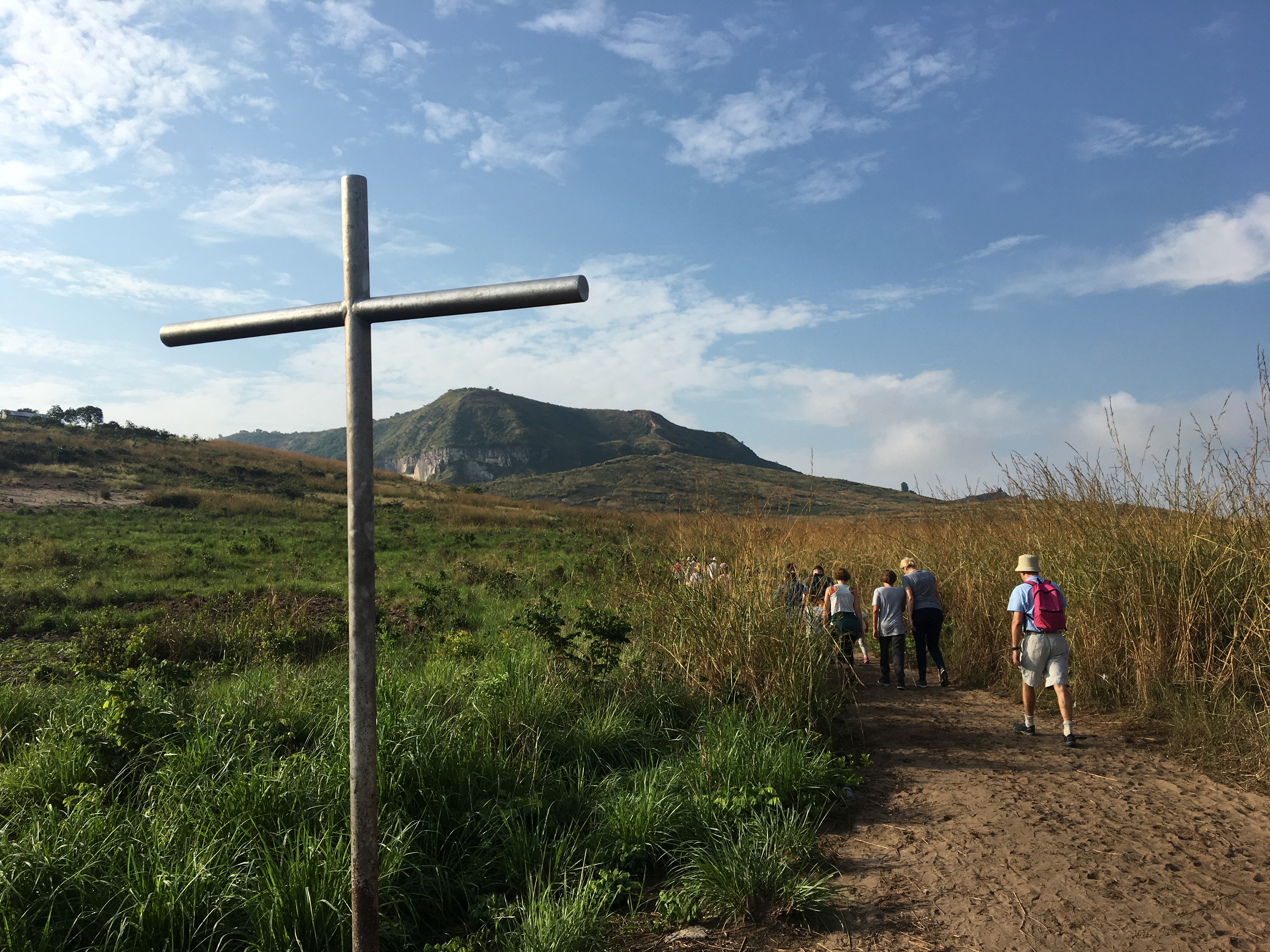
Première station du pèlerinage.
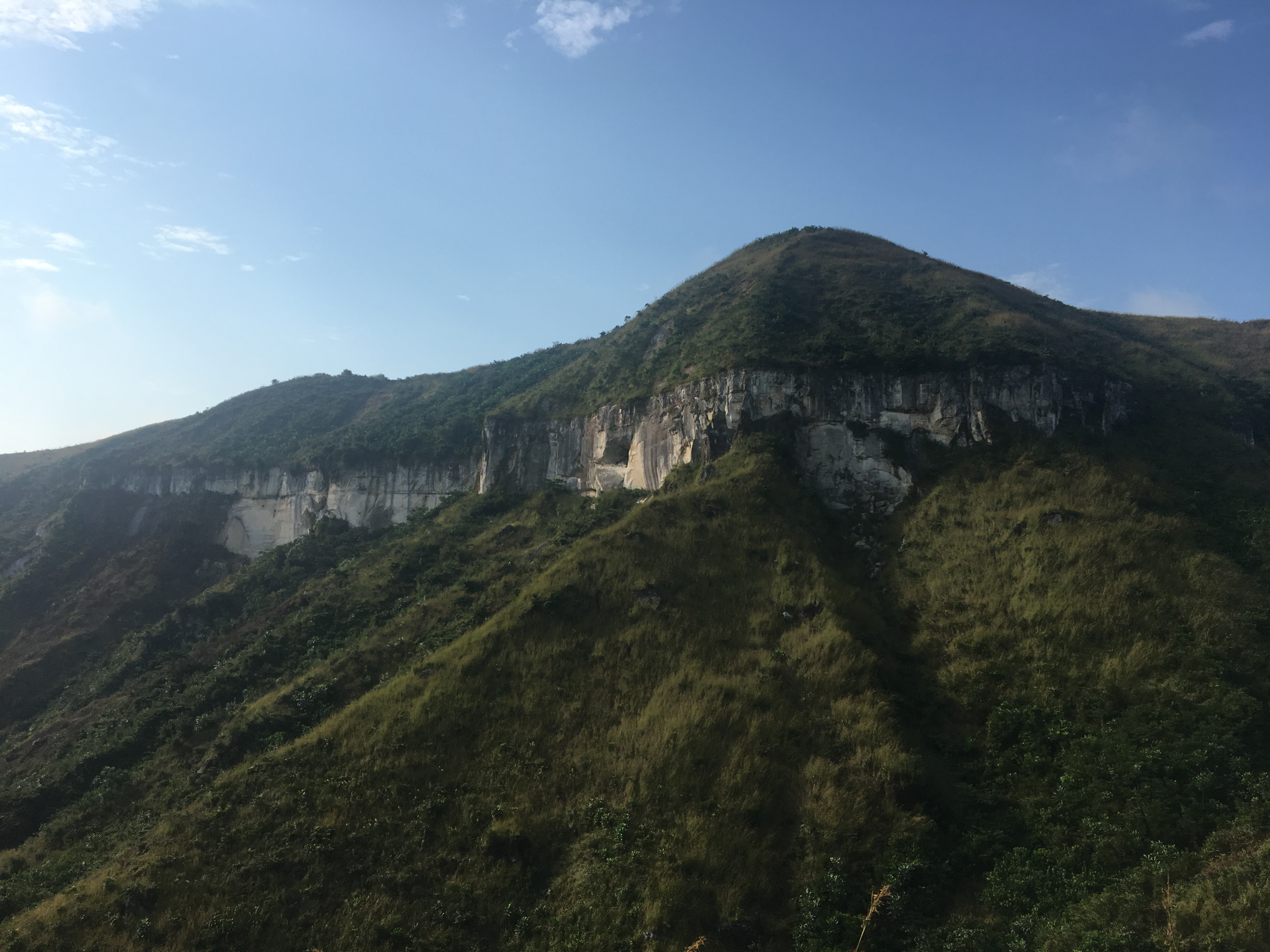
Vue vers le sommet.
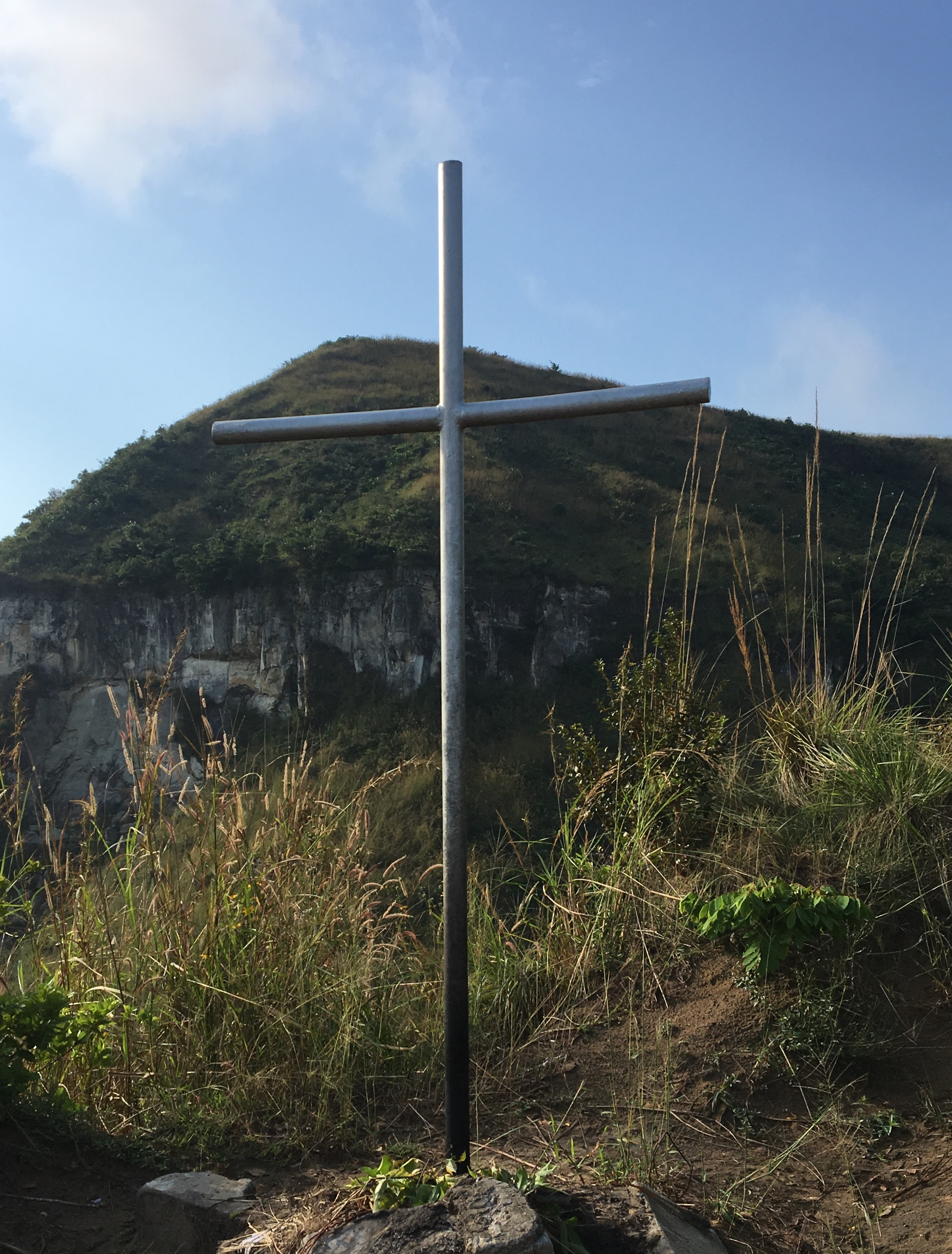
Cinquième station.
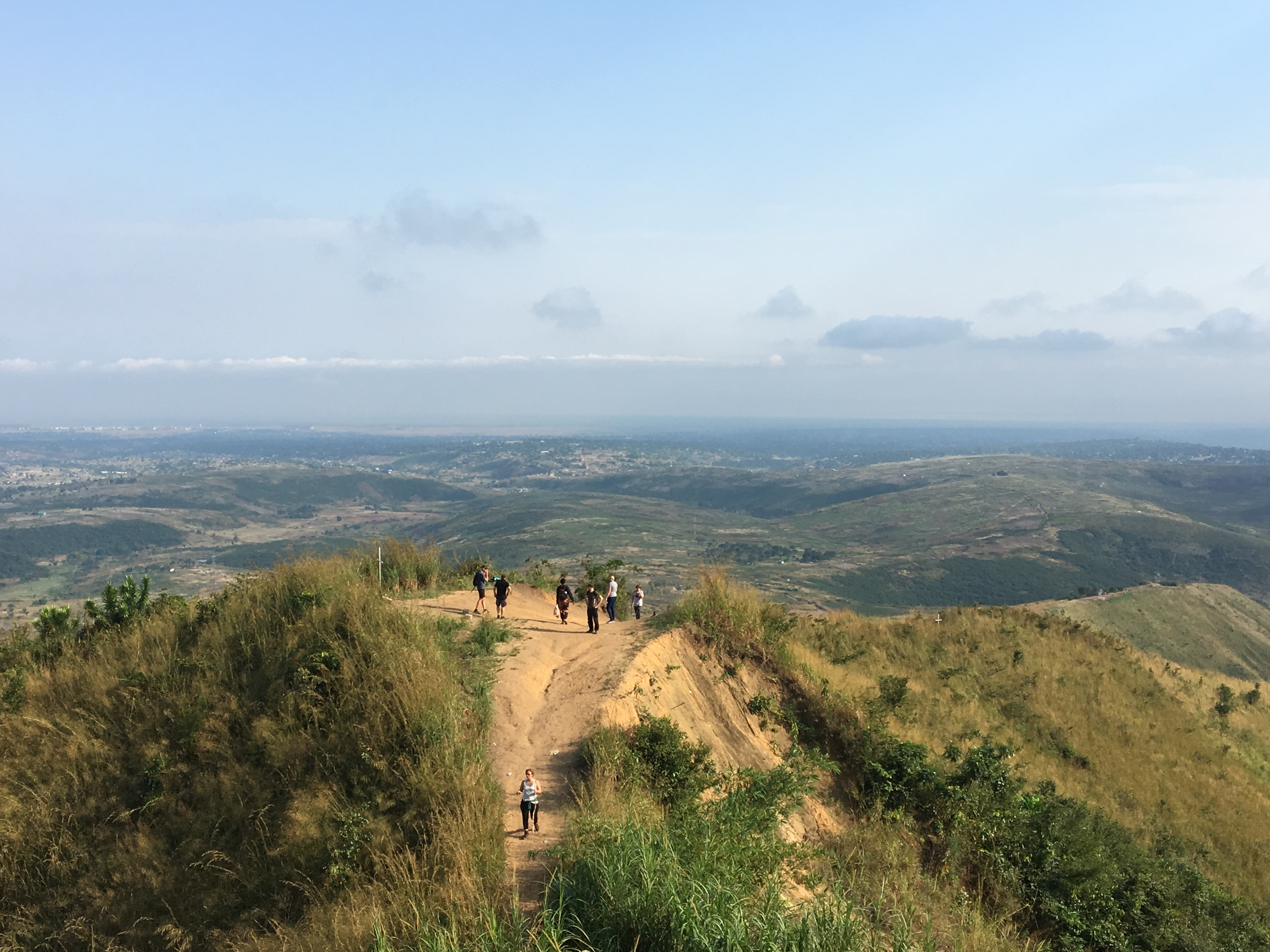
Ascension.
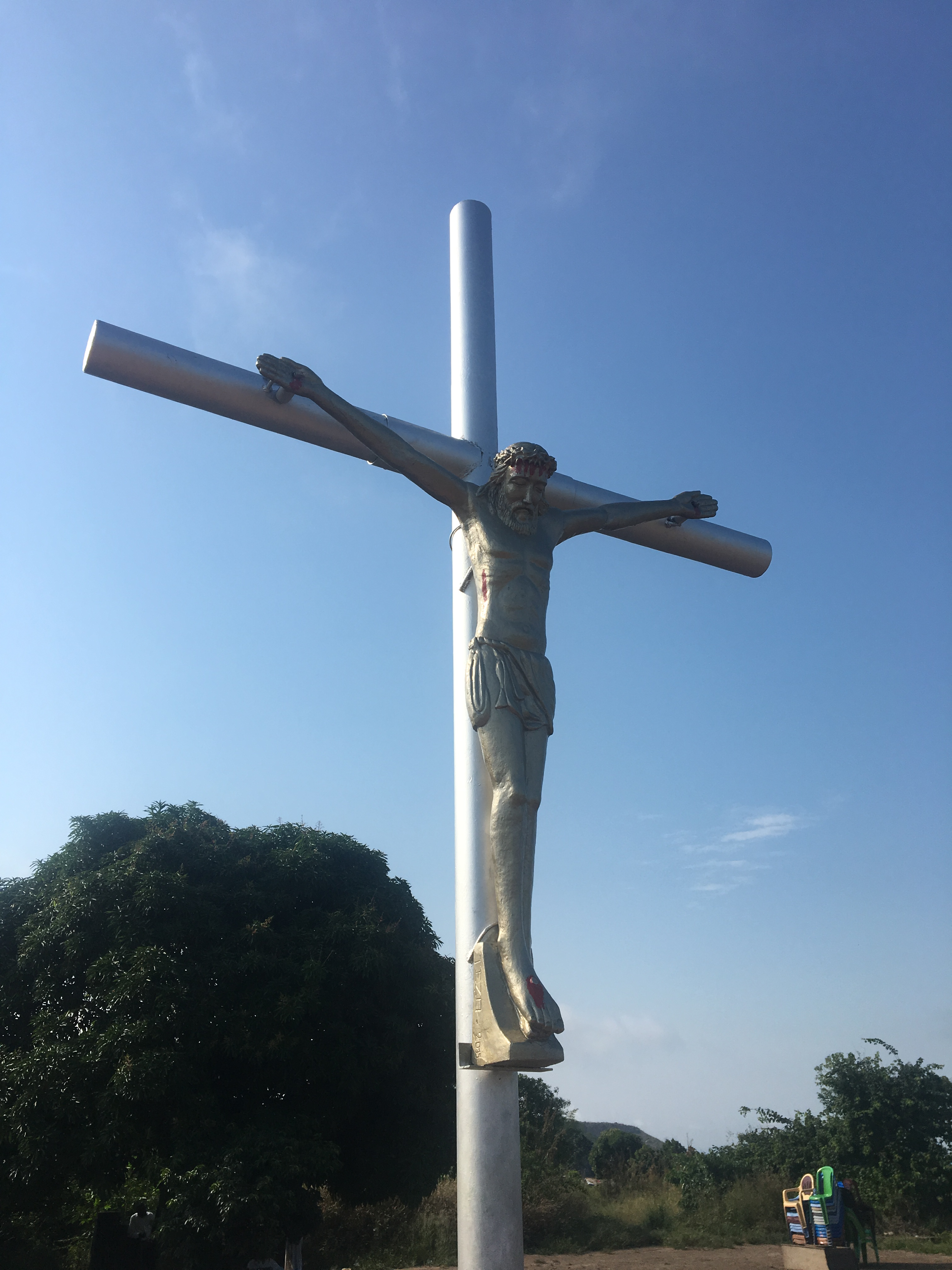
Croix au sommet, en mai 2019.
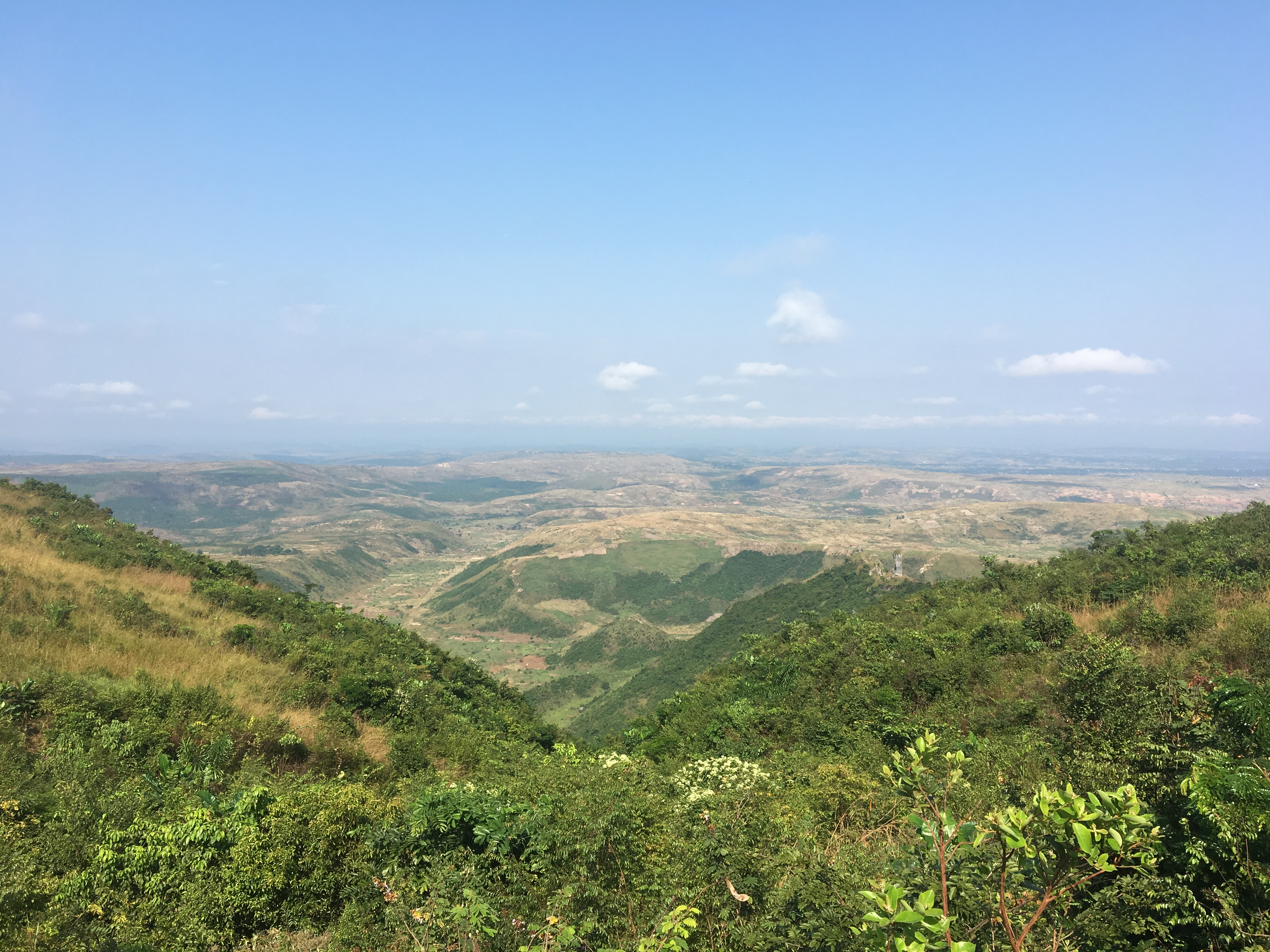
Vue depuis le sommet.
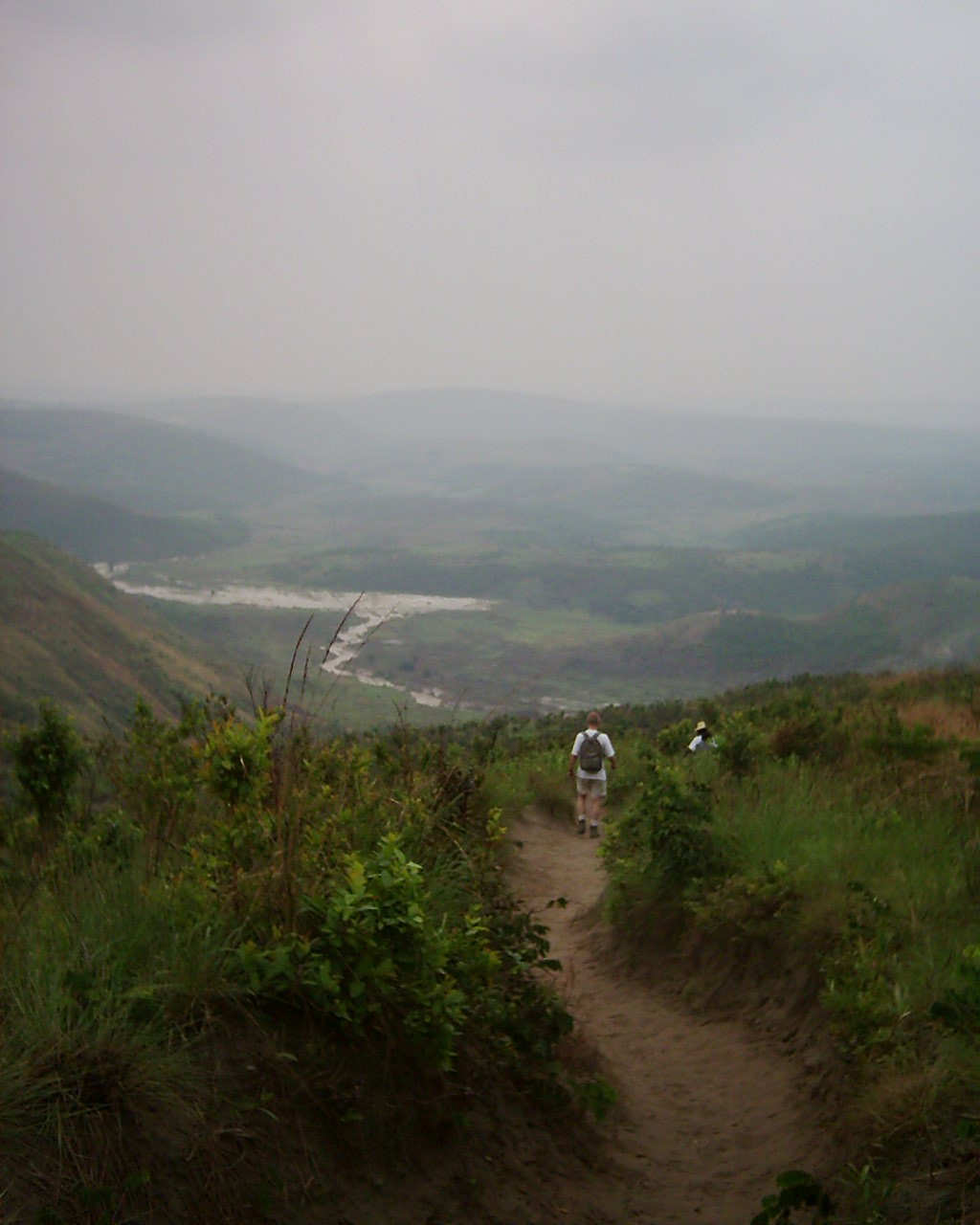
La descente avec vue sur la rivière Nsele.